# 10 Samodzielna Armia Obrony Powietrznej
10 Samodzielna Armia Obrony Powietrznej – związek operacyjny Sił Zbrojnych ZSRR.

## Struktura organizacyjna
W latach 1991–1992
- dowództwo – Murmańsk
- 387 eskadra śmigłowców Mi-24

korpusy i dywizje OP
- 21 Korpus Obrony Powietrznej – Sewromorsk
- 22 Korpus Obrony Powietrznej – Monczegorsk
- 22 Dywizja OP – Norylsk

lotnictwo myśliwskie OP
- 57 pułk lotnictwa myśliwskiego – Norylsk
- 72 Połocki pułk lotnictwa myśliwskiego – Amderma
- 174 pułk lotnictwa myśliwskiego – Monczegorsk
- 265 pułk lotnictwa myśliwskiego – Padużemuje
- 431 pułk lotnictwa myśliwskiego – Afrykanda
- 470 pułk lotnictwa myśliwskiego – Afrykanda
- 445 pułk lotnictwa myśliwskiego – Kotlas
- 518 Berliński pułk lotnictwa myśliwskiego – Tałagia
- 524 pułk lotnictwa myśliwskiego – Letnooziersk
- 641 pułk lotnictwa myśliwskiego – Rogaczewo
- 941 Wileński pułk lotnictwa myśliwskiego – Polarnyj
- 991 pułk lotnictwa myśliwskiego – Biesowiec